# Gnomonia setacea
Gnomonia setacea är en svampart som först beskrevs av Christiaan Hendrik Persoon, och fick sitt nu gällande namn av Ces. & De Not. 1863. Gnomonia setacea ingår i släktet Gnomonia och familjen Gnomoniaceae.   Inga underarter finns listade i Catalogue of Life.
I den svenska databasen Dyntaxa används istället namnet Ophiognomonia setacea för samma taxon.  Arten är reproducerande i Sverige.